# Visigotiska riket

Iberia 500-es.

Visigotiska riket var ett historiskt kungarike i södra Frankrike och på den iberiska halvön som grundades av visigoterna efter invasionen av det Västromerska riket 418. Det visigotiska riket uppstod ur en federation av krigare. Dess historia utgör i många avseenden en bro mellan antiken och medeltiden. Senantika strukturer fanns kvar i riket längre i tiden än i många andra regioner i det romerska västerlandet samtidigt som medeltida livsformer och juridiska lagar utvecklades i vissa typer och grunder i vissa områden i riket.
Visigoternas rike grundades de facto när de i egenskap av foederati fick tillstånd av den romerska kejsaren att slå sig ned kring Toulouse 418. När romarriket försvagades av invasioner började visigoterna expandera sitt tilldelade område. Efter romerska rikets slutgiltiga kollaps 476 expanderade visigoterna på allvar och etablerade formellt sitt eget rike på båda sidor om Pyrenéerna.
Efter att vandalerna fullbordat sin erövring av Nordafrika då de intog Karthago den 19 oktober 439, och sveberna hade underkuvat större delen av det romerska Hispania. Den romerske kejsaren Avitus skickade då visigoterna till Hispania. Theoderik II (453–466), son till den tidigare kungen med samma namn, invaderade och besegrade den svebiske kungen Rechiarius i slaget vid floden Orbigo år 456 nära Asturica Augusta (Astorga) och härjade och plundrade sedan Bracara Augusta (Braga), huvudstaden för sveberna. Visigoterna härjade brutalt i städerna i Hispania: de massakrerade en del av befolkningen och attackerade även heliga platser, förmodligen på grund av prästerskapets stöd till sveberna.  Theoderik II tog kontroll över Hispania Baetica, Carthaginiensis och södra Lusitanien. År 461 fick visigoterna staden Narbonne av kejsar Libius Severus i utbyte mot deras stöd. Detta ledde till ett uppror av armén och av gallo-romarna under Aegidius. Som ett resultat av detta stred visigoterna och romarna under Severus mot andra romerska trupper, och upproret avslutades inte förrän 465.
För perioden från 418 till 507 kallades riket Goternas kungarike eller kungariket Toulouse, med huvudstaden Tolosa (dagens Toulouse). Efter förlusten mot frankernas i slaget vid Vouillé (507),då de galliska territorierna, inklusive huvudstaden Tolosa förlorades flyttades tyngdpunkten i det visigotiska riket till den iberiska halvön. Den andra fasen kallades kungariket Toledan efter den nya huvudstaden Toledo. Visigoterna konverterade till ariansk kristendomen redan innan de kom till romerska riket 418. Det övergick formellt till katolicismen år 589, men konflikten mellan katoliker och arianer kom att bestå länge.
Riket erövrades av araberna 711-724. Visigoterna besegrades under Roderik av en muslimsk invasionsarmé under Tariq ibn Ziyad år 711. Enskilda regioner gjorde motstånd under en tid (i nordöstra Tarraconensis fram till 719, i den södra galliska delen av riket Septimania fram till 725. 

## Kungariket  Toulouse 418–507

### Bosättning i Gallien och tillbakavisande av vandalerna
Mellan 406 och407 korsade de germanska vandalerna tillsammans med alaner och sveber floden Rhen. De passerade snabbt genom Gallien och tog sig sedan in på den iberiska halvön. Visigoterna var samtidigt i Italien, ledda av sin ledare Alarik och härjade i Rom år 410. Men även viigoterna tog sig till den iberiska halvön. Athaulf, som blev kung över visigoterna efter Alarik, regerade från 410 till 415. Visigoterna tillbringade åren i provinserna Gallien och Hispania. Efter att goterna inte lyckats med att korsa Gibraltarsundet till Afrika var den gotiska hären på den iberiska halvön, tvungen att sluta en allians med västrom våren 416. Athault spelade diplomatiskt ett spel så att de konkurrerande fraktionerna av germanska och romerska arméledare bekämpade varandra med effekten att de försvagades, och han kunde ta över städer som Narbonne och Toulouse (år 413). Athault gifte sig med Galla Placidia sedan värvades han av Honorius för att ge visigotiskt understöd till den romerska kontrollen över Hispania som kontrollerades vandalerna, alaner och sveber. Under Athaulfs tid förvandlades den visigotiska staten från ett  mindre stamrike till en betydande politisk makt under senantiken.  
År 415 mördades Athaulf, och romerska arméer drev visigoterna in i Hispania, men Athaulfs efterträdare, Wallia (regerade 415–418) slöt fred med Honorius, som slutligen gick med på det avtal som han hade vägrat Alarik. Wallia skickade tillbaka Honorius syster Galla Placidia till honom och fick 417 Gallia Akvitanien i Garonnedalen som ett område där visigoterna kunde bosätta sig som feuderati, romerska allierade. Det var vad Alarik hade kämpat för att uppnå, ett gotiskt territorium inom det romerska riket och inte i dess utkanter. Wallia etablerade sitt hov i Toulouse, som blev huvudstad i ett kristet visigot kungarike.Visigoterna tvingades dock att kämpa som federati mot de germanska grupper som hade hade tagit sig över Rhen. Dessa strider varade till sommaren 418, då visigoterna återvände till Gallien. De tilldelades av romarna ett territorium i Akvitanien  för sin försörjning. Åtgärden skedde mestadels i samarbete med den gallo-romerska överklassen. Troligen skedde marktilldelningen enligt hospitalitas, reglerna för att belöna armésoldater. Troligen fick inte visigoterna stora landområden i regionen (som historiker tidigare trott), men  de kunde beskatta regionen och de lokala galliska markägarna betalade sina skatter till visigoterna snarare än till den romerska regeringen.
Den västromerska  statsledningen i Ravenna ansåg att den visigotiska bosättningen var det minst onda alternativet i situationen.  Visigoterna gick också i strid tillsammans med de kejserliga trupperna mot vandalerna år 422. Vilken roll visigoterna spelade är omstritt i forskningen. Deras eget intresse var förmodligen främst att ta sig till Medelhavet inte att bekämpa vandalerna. Visigoternas egen strävan att säkra egna inkomster och skaffa ett manöverutrymme gentemot det västromerska riket skulle bestämma deras handlande i årtionden. Visigoterna började snart expandera från Toulouse och vidare in i romerska territorier på bekostnad av det försvagade romerska riket. År 451 hade situationen vänt och hunnerna invaderade Gallien. Theoderik under Aëtius befäl stred mot hunnerna, ledda av Attila, i slaget vid Chalons. Attila drevs tillbaka, men samtidigt dödades Theoderik i slaget. 

### Kampen mot Aëtius
De olika romerska härskarna försökte utnyttja goterna för sina egna syften, för att försvara sin egen hotade instabila kejserliga regering. Visigoterna utövade å sin sida upprepade militära påtryckningar för att tvinga fram mer gynnsamma villkor.  Under  Theoderik I  (som regerade från 418 till 451) anföll visigoterna Arles 425 och 430 och Narbonne 436, men slogs tillbaka av den romerske generalen Flavius Aëtius som använde sig av huniska legosoldater, och han belägrade Theoderik 438. Aëtius, som hade tagit makten i Västrom efter ett inbördeskrig 434. Ett visigotiskt anfall mot Narbonne år 436 ledde till ett flerårigt krig med romarna, som led ett svårt nederlag. Striderna förorsakade stora förluster och slutade år 439 med ett nytt fördrag. Under den följande perioden försökte den visigotiska kungen Theoderik I bilda en allians med vandalerna mot Aëtius, men den vandaliske ledaren Genseric bytte sida år 442.

### Kampen mot hunnerna
I slaget vid de katalanska fälten (451) stred visigoterna på Aëtius sida mot hunnerna och andra folk som leddes av Attila. Visigoterna utgjorde den största och slagkraftigaste delen av alliansen mot hunnerna. Theoderik I fruktade att hunnerna också hotade hans styre. Attila var också allierad med vandalen Genseric som var en av visigoternas fiender och efter tvekan anslöt visigoterna till Aëtius sida. Visigoterna bidrog till segern på de katalanska fälten, men Theoderik I stupade i striden. Theoderik I:s son och efterträdare Thorismund fortsatte att vara fiende till Aëtius och lämnade de romerska trupperna efter slagert.

### Förnyad federativ relation med Rom
År 453 kom Theoderic II till makten bland visigoterna genom mordet på sin bror Thorismund. Han förnyade federationen  med romarna och alliansen med Aëtius. Han hoppades få en maktposition inom det västromerska riket. Aëtius dödades år 454 och oroligheter bröt ut i Italien. Theoderic II försökte utnyttja situationen för att öka sitt inflytande. Utnämningen av den gallo-romerske senatorn Avitus till kejsare, skedde på Theoderic II:s begäran i Arles år 455.  Avitus, var en gammal anhängare till Aëtius. Han flyttade till Italien med visigotiska trupper, men kunde inte hålla stånd i Rom. De visigotiska krigarna lämnade Italien  år 456 för ett krig mot svebernas rike i Spanien. Avitus eliminerades av sina romerska fiender. Avitus avsättande uppfattades som ett nederlag av den gallo-romerska överklassen och skapade ett sämre förhållande mellan gallo-romarna och den västromerska statsledningen i Ravenna, ett förhållande som sedan gynnade visigoterna. Theoderik II försökte utnyttja situationen för att erövra Arles, men misslyckades på grund av generalen. År 458 vann Aegidius, på uppdrag av den nye kejsaren Majorianus, ett slag mot visigoterna vid Arles. Efter slaget blev visigoterna åter i federation med västrom. En mäktig person bakom Majorianus var Ricimer, som var släkt med det visigotiska kungahuset. När Aegidius senare gjorde uppror mot Rom efter Majorianus fall, Denne hade avsatts och dödats av Ricimer 461. I detta läge allierade sig Theoderik II med Ricimer och den nye kejsaren Libius Severus mot Aegidius och ockuperade Narbonne. Visigoterna utnyttjade på detta sätt romarnas inbördeskrig för att stärka sin ställning. Några år senare 463 led visigoterna dock ett svårt nederlag vid Orléans.

### Expansion till Loire och Spanien
Aegidius dog 464/465, och då fick visigoterna möjlighet att utöka sitt område i Loireregionen. År 466 eliminerades Theoderik II av sin yngre bror Eurik. Efter sitt övertagande av tronen inledde han diplomatiska förhandlingar inför en stor offensiv mot romarna. År 468 led romarna ett katastrofalt nederlag mot Genserik. Eurik utnyttjade den västromerska svaghet och upplöste slutligen det federativa förhållandet. Han utvidgade sin inflytelsesfär till Loire, Auvergne och i söder långt in i  Spanien. Han misslyckades med en offensiv mot Rom, men år 475 slöt han en fred med Julius Nepos.  Visigoterna  behöll de territorier de erövrat till och Rom erkände deras självständighet. Efter Romulus Augustulus (Västroms siste kejsare) avsättning 476 ockuperade Euriks trupper området kring Arles, som hade förblivit romerskt ända till slutet för riket. Eurik valde att inte expandera till områden öster om Rhône och norr om Loire. Under senare delen av 400-talet ockuperade visigoterna också stora delar av den iberiska halvön. Visigoterna började sin tid i Spanien med begränsade baser som Mérida. Under åren på 490-talet bosatte de sig i flera vågor i större skala på den iberiska halvön. Orsaken till denna omflyttning var frankernas tryck vid Loiregränsen. Euriks regeringstid var det visigotiska rikets första höjdpunkt. När han dog 484 var det visigotiska riket den viktigaste av de stater som följde efter det västromerska riket. Både rikets storlek och befolkning var betydande. Befolkningen uppskattas till 10 miljoner, och landområdet var cirka 750 000 kvadratkilometer.

### Territoriella förluster till frankerna
Vid slutet av 400-talet blev frankerna allt starkare. Under den merovingiske kungen Klodvig I, förenade flera olika frankiska grupper och de besegrade 486/487 den romerske härskaren Syagrius, son till Aegidius, vars rike låg norr om Loire. Syagrius flydde till visigoterna, men de överlämnade honom efter frankiska påtryckningar till Klodvig. Loire blev nu gäns mellan franker och visigoter. År 507 angrep Klodvig visigoterna och besegrade I slaget vid Vouillé  Alarik II, Euriks son och efterträdare. Alarik stupade i striden. Frankerna erövrade sedan den visigotiska huvudstaden Tolosa, där de tillägnade sig en del av den kungliga skatten. Därmed gick den galliska delen av visigoternas rike förlorad med undantag av en kustremsa vid Medelhavet runt Narbonne. Det var ett ingripandet av Theoderik den store, som tog över styret av det visigotiska riket under några år från 511. Men 507 markerar slutet på kungariket i Toulouse.

## Toledanska riket 507–725

### Kris och de ostrogotiska härskarna
Efter 507 hamnade det visigotiska riket i kris. Efter förlusten av de galliska territorierna flyttades dess tyngdpunkt till Spanien. Ostrogoternas militära  stöd till den visigotiska sidan mot frankerna och burgunderna räddade Septimanien, en liten rest av det visigotiska territoriet norr om Pyrenéerna, men visigoterna förlorade i början sin självständighet. Ostrogoterna drev bort Gesalec, den utomäktenskaplige sonen och efterträdaren till kung Alarik I. Theoderik den store tog över styret av det visigotiska riket, där han regerade till sin död 526. Han överlät administrationen av riket till sina representanter. Theoderik den store var svärfar till Alarik II och morfar till hans son Amalarik. Theoderik regerade inte som förmyndare för den minderårige Amalarik, utan i sitt eget namn. Hans avsikt var att troligen att slå samman de två kungadömena. Efter hans död blev visigoterna under Amalarik självständiga igen. Amalariks trupper led ett nederlag vid slaget vid Narbonne år 531 mot den frankiske kungen Childebert I med nya förluster av territoriet som följd. Strax därefter mördades Amalarik  Några månader efter Amalariks död upphöjde visigoterna ostrogoten Theudis till sin nye kung. Han fortsatte den militära konflikten med frankerna.

### Konfrontation med det östromerska riket
Kejsar Justinianus armé hade besegrat det nordafrikanska vandalriket och en östromersk attack hotade visigoterna i Spanien. I de första striderna mellan visigoterna och östromarna om staden Ceuta vid Gibraltars sund vann de kejserliga trupperna. År 548 mördades Theudis liksom sin föregångare. Många visigotiska kungar gick en våldsam död till mötes. Orsakerna till morden på kungarna var ibland politiska men också privata. Under den följande perioden var mord, uppror och statskupper så vanliga att den frankiske krönikören Pseudo-Fredegar myntade termen "gotisk sjuka" (morbus Gothicus) för tillståndet. Ett av dessa uppror gav Östrom en förevändning att ingripa; År 552  landsteg de på Spaniens södra kust, formellt som allierade med en visigotisk rebell. De ockuperade ett område vid kusten, som sträckte sig åtminstone från Carthago Nova till Málaga och omfattade de viktiga städerna Córdoba och Medina Sidonia (Cartagena). Detta område omorganiserades av Justinianus till Spania, (i huvudsak motsvarade det den gamla provinsen Baetica). Området förblev östromerskt i nästan 80 år och styrdes av sin egen magister militum. Dessa 80 år stred östromarna och visigoterna mot varandra.

### Leovigild
Under kung Leovigild (568/9–586) upplevde det visigotiska riket ett uppsving. Leovigilds mål var att behärska hela den iberiska halvön under sitt styre. Hans ambitioner riktades mot östroms område, mot svebernas rike i dagens Galicien och norra Portugal, mot kantabrierna och baskerna samt mot mindre maktcentra som var i händerna på lokala småkungar eller lokal adel. I framgångsrika fälttåg lyckades Leovigild pressa tillbaka östromarna, underkuva sveberna. Han införlivade stora territorier som tidigare styrts av regionala och lokala härskare.  Ett frankiskt anfall mot Septimanien slogs tillbaka. Leovigilds son Hermenegilds gjorde uppror men det krossades. Leovigilds försökte försona arianer och katoliker men hans försök misslyckades. Leovigild efterliknade det östromerska riket genom sina kläder, hans hov och myntprägling: Leovigild var den förste visigotiske kung som  framställde sig som en suverän härskare. Han slutade att prägla den bysantinska kejsaren på sina guldmynt, och erkände inte längre Konstantinopels formella överhöghet. Han var också den förste visigotiske kungen som bar krona och purpur. Han grundade en ny stad, som han döpte till Reccopolis efter sin son Rekkared.

### Övergång till katolsk kristendom, fälttåg mot baskerna
Leovigilds son och efterträdare Reccared I (586–601) segrade i kriget mot frankerna. Han upplöste den religiösa oenigheten i riket genom att konvertera från arianismen till katolicismen år 589. Det resulterade i slutet för arianismen i det visigotiska riket. Reccared kämpade mot östromarna och baskerna, men utan större framgång. Fram till det visigotiska rikets slut genomförde kungarna fälttåg mot baskerna. Men bestående framgångar uppnåddes inte och de underkuvade baskerna befriade sig snart igen. En varaktig pacificering av de baskiska territorierna uppnåddes inte.

### Interna maktkamper på 600-talet
Reccareds unge son och efterträdare Liuva II avsattes år 603 efter en kort regeringstid på  ett och ett halvt år. Det blev slutet på den dynasti som grundats av Leovigild. Efterträdaren Witteric fördes till makten av en sammansvärjning av adelsmän.  Under den följande perioden rådde återigen åtminstone i princip valmonarki, även om det är oklart om ett val ägde rum eller om det var  statskupper eller uppror som legitimerade de nya kungarna. Enskilda kungar som Sisebut, Suintila, Chintila försökte förgäves grunda en ärftlig dynasti genom att upphöja en son till medregent. Tronarvingar vid makten eliminerades efter en kort regeringstid. Adelns konspirationer och uppror som störtade den regerande kungen och ersatte honom med en usurpator avslöjar monarkins politiska instabilitet och svaghet. Kung Suintila lyckades omkring 625 erövra de sista bysantinska fästena i Spanien.
Kungamakten under Chindasuinth 642–653, som själv kommit till makten genom en statskupp, reagerade på adelns opålitlighet Chindasuinth gick hårt fram mot grupper inom adeln som han misstänkte saknade lojalitet. Hundratals adelsmän föll offer för hans skräckvälde. Hans mål var att ersätta den härskande klassen med pålitliga anhängare till kungen. Han lyckades säkra tronföljden för sin son Recceswinth, som han upphöjde till medregent.
Efter Recceswinths död 672 hölls ett riktigt kungligt val och den äldre adelsmannen Wamba upphöjdes till ny kung. Han var den förste tidigmedeltida härskare vi säkert vet att smörjelse är belagd i källorna och praktiserades som vigning av en härskare enligt Gamla testamentets modell. Wamba blev en duglig och energisk regent. Han slog ner ett uppror i Septimanien, men avsattes genom en hovintrig efter åtta års styre. Under åren 693/694 och de första åren av 700-talet bröt allvarliga epidemier ut, som försvagade riket. Vid samma tid drabbades befolkningen av hungersnöd. En betydande minskning av befolkningen blev resultatet. Maktkampen mellan kungamakt och aristokratin fortsatte.

### Visigotiska rikets fall
Våren 711 korsade Gibraltarsundet av en relativt liten styrka araber och berber och så inledde invasionen av det visigotiska riket. Kung Roderik, som var ny regent var upptagen med att slåss mot upproriska basker. Han skyndade sig att möta den arabiska invasionen. I juli 711 vann muslimerna slaget vid Guadalete, och kung Roderik dödades. Under de följande åtta åren erövrade muslimerna den iberiska halvön och slutligen även Septimanien. Visigotiska trupper fortsatte att göra motstånd i den nordöstra delen fram till 719 och i Septimanien i södra Gallien fram till 725. Det finns indikationer på att enskilda gotiska motståndsfickor i östra Septimanien inte intogs av araberna, utan senare föll direkt till Frankerriket. Detta rapporteras för år 756 i krönikan om staden Uzès.  Andra visigoter verkar ha dragit sig tillbaka till Pyrenéerna, där de gjorde motstånd under ledning av Pelagius tillsammans med lokalbefolkningen. Umayyadkalifatet tog över styrelsen men slöt ofta avtal med de förre lokala ärskarna som fick behålla sin lokala maktställning. Den enda delen som aldrig erövrades var centrala norra delen av riket, där kungariket Asturien senare uppkom och delar av området baskerna behärskade. 

## Demografi och religiösa konflikter
Visigoterna utgjorde en mindre minoritet som integrerades i det spansk-romerska samhällets majoritetsbefolkning. Goternas antal kan inte beräknas exakt, men de mest tillförlitliga uppskattningarna anger mellan 150 000 och 200 000 visigoter som bosatta på halvön, medan den spansk-romerska befolkning nästan nådde upp till nio miljoner, enligt Isidor av Sevilla. Det är troligen en kraftig överskattning av den spansk-romerska befolkningen. Andra källor anger endast halva antalet visigoter 85 000-100 000 av en befolkning på fem-sex miljoner spansk-romare. En arkeologisk studie menar att den visigotiska befolkningen uppskattar att den visigotiska befolkningen  till 3 och 4 procent av den totala befolkningen.Det överensstämmer med 150 000 till 200 000 visigoter på 5 miljoner spansk-ramare. Visigoterna bosatte sig huvudsakligen i området vid den norra platån, särskilt i mitten av Douroflodens avrinningsområde. Området var glest befolkat med låg urbaniseringsgrad. Visigoterna återanvände byggnader från den romerska tiden som material för nya basilikor, kyrkor och andra civila konstruktioner.

### Feodala drag
Visigoternas samhälle har betraktats som förfeodalt eller dom övergående till feodalism. En rad egenskaper var typiska för senare stadier av medeltiden och skiljer samhället från det romerska Hispania. För det första utvecklades landsbygden då man på vissa ställen övergav de stora städerna och skapade mindre centra runt de lantliga romerska villorna. Man konsumerade den egna produktionen, egenkonsumtion istället för handel. Personliga beroende utvecklades som föregriper feodalismen. Kungarna var beroende av adeln som klienter. Adelsmännen hade sitt förhållande till kyrkornas präster. Och nybyggarna (bönder) var beroende av de stora jordägarna. Vid denna tid ersattes slavarna av  så kallade koloni, Utvecklingen av kolonisystemet hade börjat redan i det sena kejsardömet. Brukandet av jorden på storgodsen skedde med hjälp av koloni, mindre arrendatorer som bildade en stor social massa. De anspråkslösa, som var mindre fria godsägare förlorade betydelse som samhällsklass. Överklassen de så kallade potentaterna, de stora adliga godsägarna, både gotiska och spansk-romerska ökade i betydelse. De svåra levnadsvillkoren för de lägre klasserna ledde till uppror vid några tillfällen. Överklassen anklagade ibland upproren för kätteri som till exempel priscillianismen.
Det skiljer sig inom samhället mellan visigoterna och hispano-romarna, som var och en styrs av sina egna lagar. Under århundradenas lopp fanns det dock en tendens till sammansmältning av de båda sociala grupperna, vilket tillät blandäktenskap. Ett försök att göra slut på den juridiska mångfalden var Liber iudiciorum (publicerad 654), som försökte sammanföra den romerska rätten med de redan seigniorisk praxis som hade påtvingats halvön kring rätten till egendom.

### Arianer, katoliker och judar
När det gäller religionen tillhörde visigoterna den arianska kristendomen som hade spridit sig till det romerska riket på 300-talet. Det  förekom inte några större sammandrabbningar med katolikerna inom riket. Majoriteten av den spansk-romerska befolkningen var katoliker. Vid konciliet i Toledo löstes den splittring som orsakats av arianismen. Under det tredje konciliet år 589, löstes frågan genom Reccareds omvändelse. Denna långvariga religiösa process ledde en förening av de två bekännelserna. Situationen gynnade en integration mellan de gotiska innebyggarna och spansk-romerska samhällena. Den formade gestalter i den nya kulturen, såsom ett exempel Isidore av Sevilla, biskop, och vars  Etymologiae av ibland anses vara det första stora verket under medeltiden. Kyrkan fick stort socialt inflytande och legitimerade kungarna från 672 och framåt. Biskopsdömet Toledo blev det viktigaste av alla på halvön.
Förhållandet till judarna i riket var hela tiden spänt. Problemen var i början av den visigotiska perioden små, men visigoternas konvertering till katolicismen ledde till mera diskriminering av judar. Många judar valde att göra falska konverteringar. Särskilt stränga var härskarna Sisebut och Egica, som konfiskerade judarnas egendom och anklagade dem för att konspirera mot kronan. De vanligaste åtgärderna var förbud mot blandäktenskap, även med konverterade judar. Judar var förbjudna att ha kristna slavar och de drabbas av ständiga ekonomiska skadestånd utan anledning.